# Nasadka destylacyjna

Nasadka prosta

Nasadka Claisena

Nasadka destylacyjna to sprzęt laboratoryjny, element aparatury do destylacji, którego zadaniem jest łączenie kolby zawierającej destylowaną substancję z chłodnicą i termometrem.
Najprostszym wariantem nasadki destylacyjnej jest rurka szklana w kształcie litery "T". Na dole nasadki znajduje się szlif męski, który wkłada się w szyjkę kolby. Na górze jest szlif żeński lub nakrętka z membraną, która służy do montowania termometru. Z boku znajduje się drugi szlif męski, przy pomocy którego łączy się nasadkę z chłodnicą.
Bardziej skomplikowaną wersją tego sprzętu jest nasadka Claisena. Posiada ona dodatkowe ramię, wygięte w łuk, które zapobiega niekontrolowanemu przelewaniu się destylowanej cieczy, w sytuacji gdy zaczyna się ona pienić lub zbyt gwałtownie wrze. Zaletą nasadki Claisena jest też możliwość zamocowania w niej dwóch termometrów. Termometr położony bliżej kolby mierzy temperaturę oparów wydobywających się z kolby, zaś termometr położony bliżej chłodnicy mierzy temperaturę skraplającej się ponownie cieczy. Z różnicy temperatur pokazywanych przez te dwa termometry można wywnioskować, czy destylacja przebiega prawidłowo. Idealną sytuacją jest, gdy oba termometry pokazują tę samą temperaturę. Gdy termometr bliżej kolby pokazuje znacznie wyższą temperaturę od termometru bliżej chłodnicy znaczy to, że destylacja przebiega zbyt gwałtownie i należy nieco obniżyć temperaturę w kolbie.

Przykład zastosowania nasadki prostej
1. Termometr; 2. Nasadka prosta; 3. Kolba; 4. Palnik; 5. Chłodnica; 6. Odbieralnik; 7. ŁącznikAparatura do destylacji

Podobną funkcję co nasadka destylacyjna spełnia też głowica rektyfikacyjna.